# Mycetophila signata
Mycetophila signata är en tvåvingeart som beskrevs av Johann Wilhelm Meigen 1830. Mycetophila signata ingår i släktet Mycetophila och familjen svampmyggor. Arten är reproducerande i Sverige. Inga underarter finns listade i Catalogue of Life.